# ۷۷۲ (خورشیدی)
۷۷۲ هفتصد و هفتاد و دومین سال هجری خورشیدی است.